# رونالدو

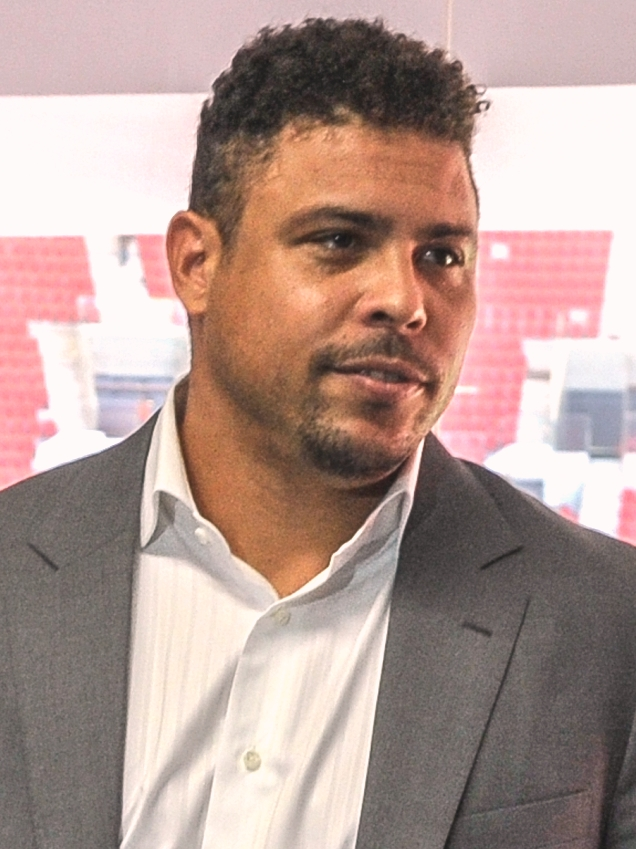
رونالدو في عام 2013

رونالدو لويس نازاريو دي ليما (بالبرتغالية: تلفظ برتغالي: /ʁoˈnawdu ˈlwis nɐˈzaɾju dʒi ˈɫĩmɐ/؛ مواليد 22 سبتمبر عام 1976)، المعروف اختصاراً بـ رونالدو، ويُعرف أيضاً بلقبه «الظاهرة»، هو لاعب كرة قدم برازيلي سابق اعتزل لعب كرة القدم في فبراير عام 2011. ويُعتبر أفضل مهاجمي كرة القدم عبر التاريخ حسب الكثيرين، كما يُصنّف أنه أحد أفضل من لعب كرة القدم على الإطلاق، ويتميّزُ بالسرعة والمهارة العالية وبالبراعة في الإنهاء أمام المرمى، وقد فاز بجائزة الفيفا لأفضل لاعب في العالم وهو بسنّ العشرين عاماً عام 1996، كأصغر من حقّقها، كما ظفر بها في مناسبتيْن أخريين عاميْ 1997 و2002. وهو كذلك أصغر من حقّق جائزة الكرة الذهبية وكان ذلك عام 1997، التي ظفر بها في مناسبة أخرى لاحقا عام 2002.
بدأ رونالدو مسيرته الكروية من بوابة نادي كروزيرو في البرازيل عام 1993 الذي لعب له لموسمين، انتقل بعدها إلى القارة الأوروبية؛ أين لعب مُعظم مسيرته الكروية بين عامي 1994 و2008، تنقّل خلالها بين كبريات الدوريات والأندية في القارة، بداية من نادي أيندهوفن الهولندي في الفترة ما بين 1994–1996، ثم في الدوري الإسباني في فترتين مُتفرقتين لعب خلالهما لقُطبي إسبانيا برشلونة بين عامي 1996–1997، وريال مدريد بين عامي 2002–2007، مروراً بفترتين متفرقتين أيضا مع قُطبي مدينة ميلانو الإيطالية، بدءً من الإنتر بين 1997–2002، ثمّ الميلان الذي لعب له بين عامي 2007 و2008، حينما قرّر الرجوع لبلاده البرازيل من بوابة نادي كورينثيانز الذي قضى معه آخر سنتين في مسيرته الكروية.
وعلى الصعيد الفردي فاز رونالدو بالعديد من الألقاب لعلّ أبرزها فوزه بجائزة أفضل لاعب كرة قدم في العالم المُقدّمة من الفيفا ثلاث مرات، أعوام 1996 (أصغر لاعب فاز بها في التاريخ) و1997 و2002، وهو أكثر من تحصّل عليها على مر تاريخها، وفاز بجائزة الكرة الذهبية مرتين عام 1997 وعام 2002، كما حصل أيضاً على الحذاء الذهبي مرة واحدة موسم 1996–97.

وقد اختاره بيليه ضمن قائمة أفضل 125 لاعب كرة قدم حي (FIFA 100) التي قدّمها الإتحاد الدولي لكرة القدم (فيفا) عام 2004 في احتفاله بمرور 100 عام على تأسيسه.
أما مع منتخب بلاده البرازيل فقد استُدعي لأول مرة لتمثيل منتخب بلاده البرازيل قبل مونديال 1994 عندما كان في سن السابعة عشرة من العمر. ظفر رونالدو ببطولة كأس العالم مرتين (في نستخي 1994 و2002)، ووصل معه لنهائي نسخة 1998 التي خسرها أمام منتخب فرنسا المستضيف، واختير هو كأفضل لاعب في البطولة، كما حظي بلقب هدّاف النسخة التالية (2002) بثمانية أهداف قاد بها منتخبه لتحقيق لقبه المونديالي الخامس، كما حقق مع منتخب السامبا بطولة كوبا أمريكا مرتين، أولها في نسخة 1997 التي سجّل في مباراتها النهائية، وحلّ ثانياً في قائمة الهدافين بخمسة أهداف، واختير أفضل لاعب في البطولة، فيما حقق اللقب الثاني في نسخة 1999 وسجّل أيضاً في النهائي، وتصدّر ترتيب هدافي البطولة (مناصفة مع زميله ريفالدو) برصيد خمسة أهداف، وفي عام 1997 شارك أيضاً مع منتخب البرازيل في بطولة كأس القارات التي أُقيمت في المملكة العربية السعودية وظفر مع المنتخب بلقبها، كما سجل أربعة أهداف في البطولة منها هدف في نصف النهائي وهاتريك في النهائي. وخاض رونالدو مع منتخب السامبا 98 مباراة سجل خلالها 62 هدفاً جعلته يحتلّ المركز الثاني في قائمة هدافي المنتخب التاريخيين خلف الأسطورة بيليه (77 هدفاً). عشرة من هذه الأهداف سجّلها في مشاركتين في كوبا أمريكا (خمسة أهداف في كل نسخة) قاد بها منتخبه للقبين متتاليين في البطولة (1997 و1999) في إنجاز غير مسبوق طوال تاريخ المنتخب، وسجّل أيضاً 15 هدفاً في ثلاث مشاركات فعلية له مع المنتخب في بطولة كأس العالم، بواقع 4 أهداف في مونديال فرنسا 1998 و8 أهداف في نسخة 2002 (أفضل هدّاف)، وثلاثة في مونديال 2006، ومنذ ذلك الحين وهو في صدارة الهدّافين التاريخيين للبطولة حتى حطّم المهاجم الألماني ميروسلاف كلوزه رقمه في مونديال 2014.

## مسيرته الكروية

### كروزيرو
لعب رونالدو مع نادي كروزيرو في البرازيل في موسم 1993–1994، ولفت أنظار مدرب منتخب البرازيل آنذاك كارلوس ألبرتو باريرا فضمه إلى المنتخب البرازيلي المشارك في كأس العالم 1994 في الولايات المتحدة ولعب مع البرازيل 14 مباراة وسجل 12 هدفا.

### آيندهوفن
وفي سنة 1994 قرر السير على خطى النجم البرازيلي روماريو إذ انتقل إلى نادي بي أس في آيندهوفن الهولندي بمبلغ 6 مليون دولار، ولعب لهم لمدة موسمين، وشارك خلالهما في 46 مباراة وسجل 42 هدف في الدوري الهولندي، وسجل 54 هدف في 57 مباراة رسمية مع آيندهوفن وكان تحت قيادة المدرب الإنجليزي السير بوبي روبسون.

### برشلونة
بعد انتقال السير بوبي روبسون إلى تدريب نادي برشلونة الإسباني جلب معه الظاهرة رونالدو إلى النادي الكاتالوني، ولعب في برشلونة في موسم 1996–1997، وشارك في 49 مباراة وسجل 47 هدف مع النادي في ذلك الموسم.

### إنتر ميلان
وفي موسم 1997–98 انتقل إلى نادي إنتر ميلان الإيطالي حيث لقّب بالظاهرة، وفي عام 1998 شارك في كأس العالم 1998، وحصل منتخب البرازيل لكرة القدم على المركز الثاني بعد خسارته في المباراة النهائية أمام منتخب فرنسا لكرة القدم بثلاثة أهداف مقابل لا شيء، وفي موسم 1998–99 أصيب رونالدو بإصابة خطيرة في ركبته (الرباط الصليبي)، وغاب عن الفريق عدد من الأشهر، وعاد إلى اللعب في سنة 2000 وشارك لمدة 7 دقائق في مباراة إنتر ميلان ولاتسيو في نهائي كأس إيطاليا، وبعدها أصيب مرة أخرى إصابة في الركبة (انقطاع أوتار الركبة اليمنى بالكامل) وكادت هذه الإصابة أن تقضي على مسيرته الكروية بشكل كامل، ولكن بفضل إرادته الكبيرة عاد من تلك الإصابة بعد 20 شهر من العلاج.

### ريال مدريد

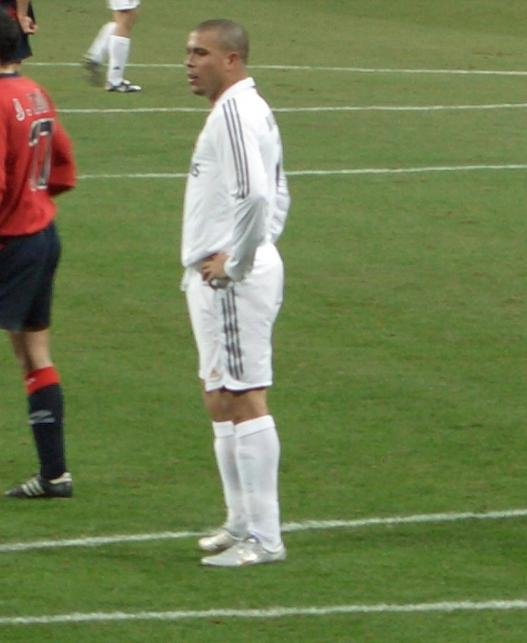
رونالدو يلعب لريال مدريد

وفي صيف 2002 انتقل رونالدو إلى نادي ريال مدريد الإسباني، وساعد الفريق في أول موسم له على الفوز بلقب الدوري الإسباني 2002–03، فاز بكأس الإنتركونتيننتال 2002. بدأت المشاكل مع رونالدو عندما جاء لكسومبورغو ثم ليليه كابيلو الذي كان قد أحرز مع الريال الدوري الإسباني في وقت سابق ليستبعد رونالدو من الفريق نهائيا.

### ميلان
انتقل رونالدو إلى إيه سي ميلان الإيطالي كي يجد راحته هناك مع مواطنه كاكا في بداية العام 2007. في أول موسم له مع ميلان سجل 7 أهداف من 14 مباراة فقط واحتل المركز 23 من بين أفضل خمسين لاعبا في العالم لهذا الموسم بالرغم من أنه لم يلعب سوى 14 مباراة فقط، وفاز بكأس العالم للأندية 2007 وكأس السوبر الأوروبي 2007. في موسم 2007–08 عانى من الإصابات مجدداً ولم يشارك سوى في 6 مباريات. في 13 شباط 2008 أصيب إصابة بالغة في المباراة ضد ليفورنو في الدوري الإيطالي ما أدّى إلى انقطاع اوتار الركبة اليسرى بالكامل. قدّر الجهاز الطبي عودته بعد 9 أشهر إلّا أن تحسنه السريع قد جعله قادراً على اللعب مجددا في سبتمبر 2008.

### كورنثيانز
وفي 9 ديسمبر 2008 وقع مع نادي كورنثيانز البرازيلي للعب معهم بعد أن ظل منذ انتهاء عقده مع ميلان بلا فريق. وكان انتقاله للفريق لكي يستعيد لياقته البدنية ليعود لأوروبا وسجل أول 6 أهداف من 7 مباريات.

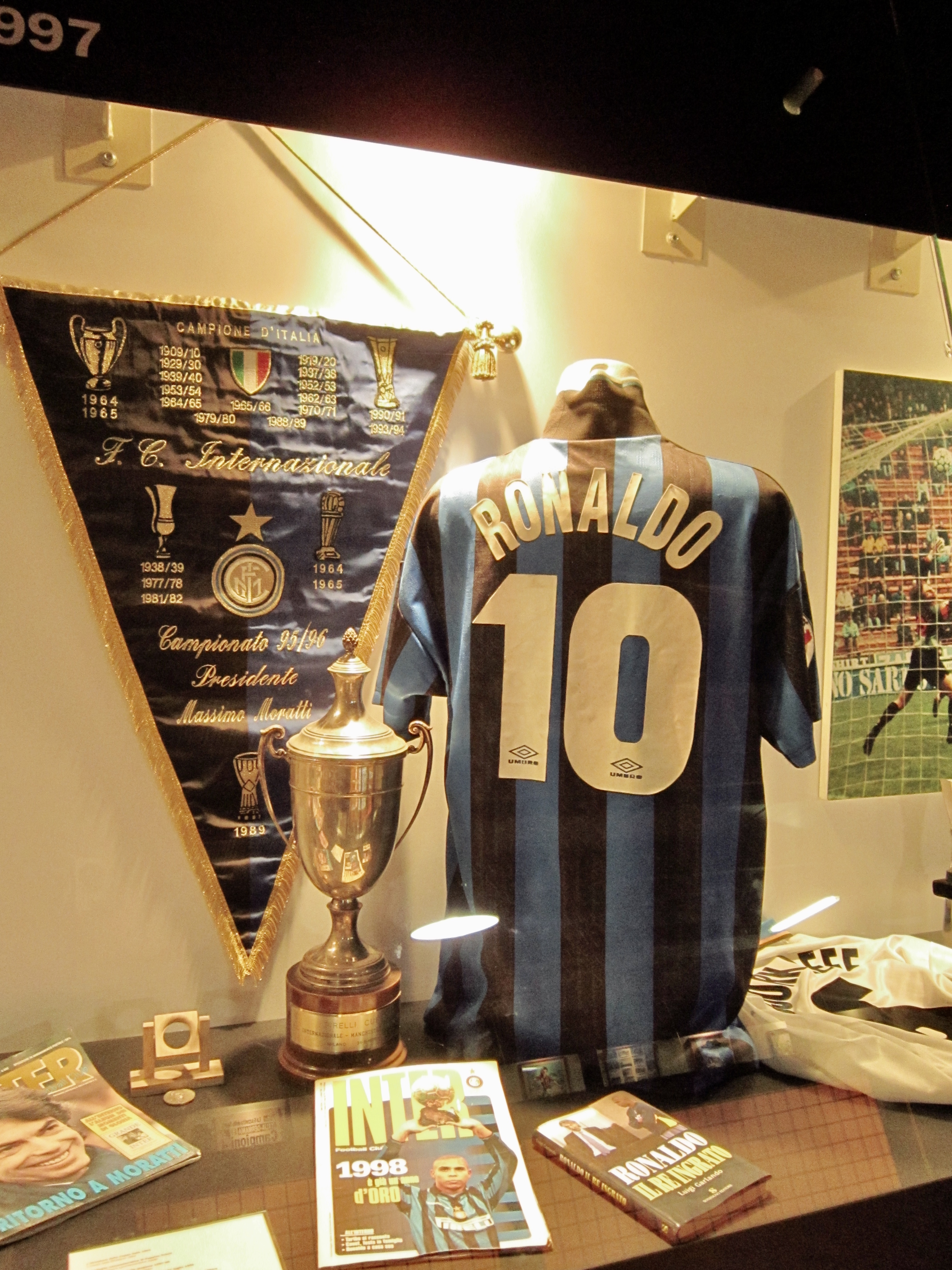
قميص رونالدو مع انتر ميلان

### الاعتزال
في فبراير 2010، وقع رونالدو على تمديد عقد مع كورينثيانز من شأنه أن يبقيه مع النادي حتى نهاية 2011، وقال إنه سيعتزل بعد ذلك. في فبراير 2011، بعد إقصاء كورينثيانز من كوبا ليبرتادوريس 2011 من قبل الفريق الكولومبي ديبورتيس توليما، أعلن رونالدو اعتزاله كرة القدم، واختتم مسيرته المهنية التي استمرت 18 عامًا. في مؤتمر صحفي عاطفي في 14 فبراير، استشهد بالألم وخمول الغدة الدرقية كأسباب لإعتزاله المبكر. اكتشف أنه مصاب بقصور الغدة الدرقية – وهي حالة تؤدي إلى إبطاء عملية التمثيل الغذائي وتسبب زيادة الوزن – خلال الاختبارات مع ميلان في عام 2007. اعترف رونالدو أخيرًا بأن جسده قد استسلم أخيرًا إلى سلسلة من الإصابات التي أفسدت حياته المهنية: «من الصعب جدًا ترك شيء جعلني سعيدًا جدًا. عقلي يريدني أن أستمر ولكن يجب أن أعترف أنني خسرت جسدي. يريد الرأس أن يستمر لكن الجسم لا يستطيع أن يتحمل المزيد. أفكر في الحركة ولكن لا يمكنني أن أفعله بالطريقة التي أريدها. حان وقت الرحيل».

## مسيرته الدولية

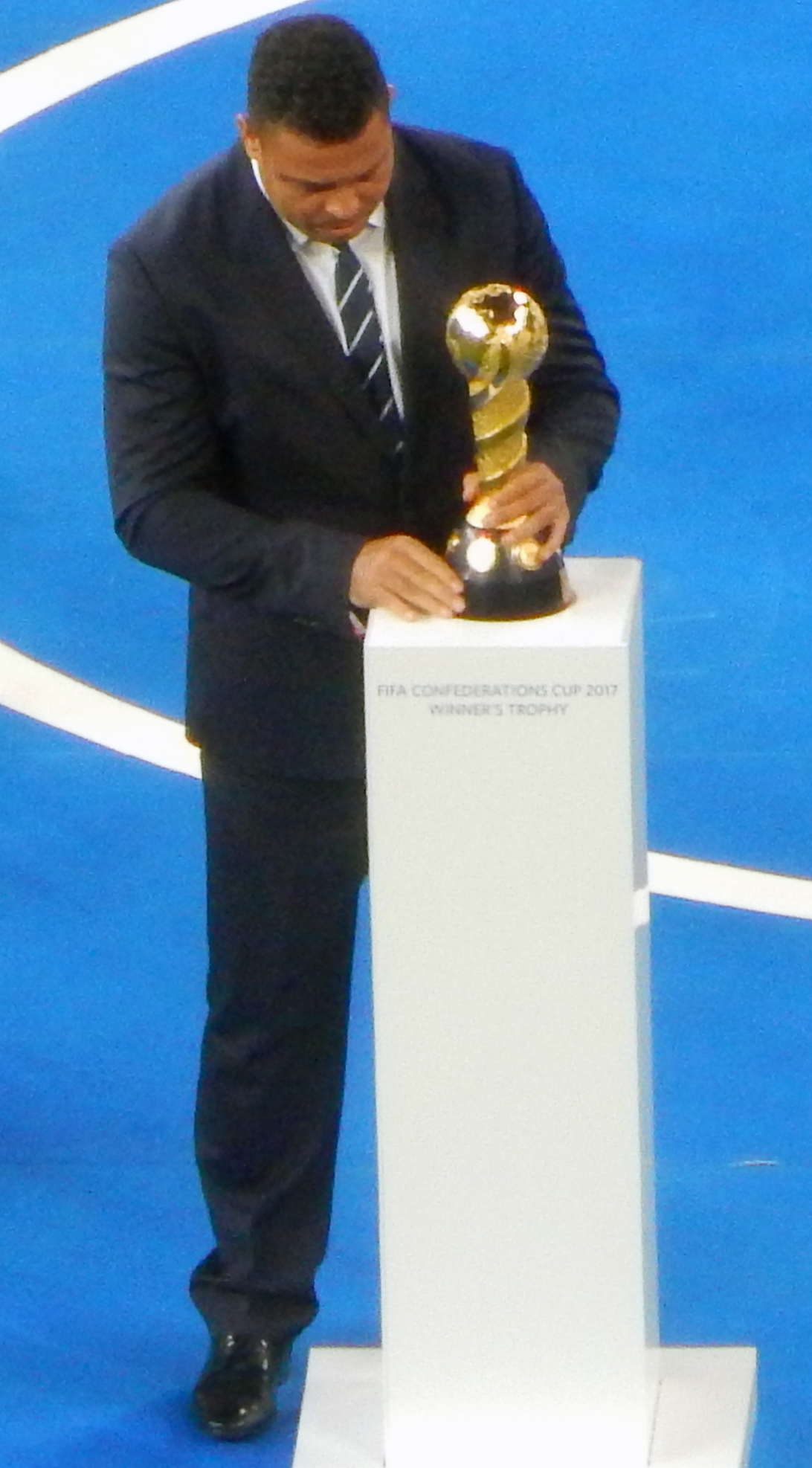
رونالدو مع كأس القارات

شارك في كأس العالم 2002، وأحرز هدفين في المباراة النهائية أمام منتخب ألمانيا لكرة القدم، وتوج بذلك بطلا للعالم وهدافا لبطولة كأس العالم برصيد 8 أهداف، وكان أول لاعب يسجل أكثر من 6 أهداف في كأس العالم منذ عام 1974.
في كأس العالم 2006 المقامة في ألمانيا وصل رونالدو مع منتخب البرازيل إلى الربع النهائي فقط إلّا انّه حطّم رقم اللاعب الألماني جيرد مولر بعدد الأهداف في كأس العالم في تاريخ 27 يونيو 2006 بعد أن سجل الهدف الخامس عشر في مرمى منتخب غانا.

## حياته الشخصية
ولد رونالدو ليما في 22 سبتمبر 1976، وقد كان الطفل الثالث لوالديه نيليو وصونيا بعد شقيقته يون وشقيقه نيليو جونيور. ونيليو والد رونالدو، ولم يستطع الذهاب للمدرسة لأن عائلته كانت تحتاج للمال، وقد عمل بائعا متجولا وحمالا للكميونات، ثم انضم إلى إحدى شركات الهاتف في ريو دي جانيرو، والتقى بـ(ميلين دومينغويس) وتزوجا عام 1999 وسكنا بحي بينيتو ريبيريو. ولرونالدو في هذا الحي الكثير من الأصدقاء وقد حاكوا له سجّادة صفرا تحمل الرقم 9 بعد احرازه لكأس العالم 2002. كما أصبح الشارع الذي ترعرع فيه يحمل اسمه منذ 9 أكتوبر 1999. لقد كان يطلق على رونالدو اسم (مونيكا) حتى أصبح عمره 16 سنة وهذا هو الاسم الذي كان شقيق رونالدو يطلقه عليه، بمحاولة للفظ اسم شقيقه الأصغر. وقد عانى رونالدو استهزاء من أصدقائه الذي كانوا ينادونه باسم (مونيكا) وهو اسم بطلة الرسوم المتحركة التي كان لديها أسنان أمامية كبيرة تشبه أسنانه. وقد كان ينزعج كثيرا عندما ينادونه بهذا الاسم.
لم يتأثر رونالدو عندما تم الطلاق بين والديه وهو في عمر 11 سنة وذلك بسبب إدمان والده على شرب الكحول. كانت أمّه تعتبر كرة القدم مضيعة للوقت أما والده فقد كان من أوائل المشجعين لرونالدو. وقد كرم رونالدو والده وأهداه طابقا كاملا في إحدى عمارات (كوباكابانا) ومطعم للبيتزا.وقدم لشقيقيه شقة على شاطئ البحر.
وقد كانت النساء يلعبن دورا هاما في حياة رونالدو وكان دائم الارتباط بصديقة أو خطيبة أو زوجة:
- سوزانا فرنر: خطيبته الأولى
- ميليني دومينغيس : الزوجة الأولى
- دانييلا سيكاريللي : خطوبة مدتها ثلاثة أشهر

## الإحصائيات

### النادي
| النادي     | الموسم    | الدوري           | الدوري | الدوري  | الدوري الإقليمي | الدوري الإقليمي | الكأس  | الكأس   | قاري   | قاري    | أخرى   | أخرى    | المجموع | المجموع |
| النادي     | الموسم    | الدرجة           | الظهور | الأهداف | الظهور          | الأهداف         | الظهور | الأهداف | الظهور | الأهداف | الظهور | الأهداف | الظهور  | الأهداف |
| ---------- | --------- | ---------------- | ------ | ------- | --------------- | --------------- | ------ | ------- | ------ | ------- | ------ | ------- | ------- | ------- |
| كروزيرو    | 1993      | الدوري البرازيلي | 14     | 12      | 2               | 0               | —      | —       | 4      | 8       | 1      | 0       | 21      | 20      |
| كروزيرو    | 1994      | الدوري البرازيلي | —      | —       | 18              | 22              | —      | —       | 8      | 2       | —      | —       | 26      | 24      |
| كروزيرو    | المجموع   | المجموع          | 14     | 12      | 20              | 22              | —      | —       | 12     | 10      | 1      | 0       | 47      | 44      |
| آيندهوفن   | 1994–95   | الدوري الهولندي  | 33     | 30      | —               | —               | 1      | 2       | 2      | 3       | —      | —       | 36      | 35      |
| آيندهوفن   | 1995–96   | الدوري الهولندي  | 13     | 12      | —               | —               | 3      | 1       | 5      | 6       | —      | —       | 21      | 19      |
| آيندهوفن   | المجموع   | المجموع          | 46     | 42      | —               | —               | 4      | 3       | 7      | 9       | —      | —       | 57      | 54      |
| 1996–97    | برشلونة   | الدوري الإسباني  | 37     | 34      | —               | —               | 4      | 6       | 7      | 5       | 1      | 2       | 49      | 47      |
| 1996–97    | المجموع   | المجموع          | 37     | 34      | —               | —               | 4      | 6       | 7      | 5       | 1      | 2       | 49      | 47      |
| إنتر ميلان | 1997–98   | الدوري الإيطالي  | 32     | 25      | —               | —               | 4      | 3       | 11     | 6       | —      | —       | 47      | 34      |
| إنتر ميلان | 1998–99   | الدوري الإيطالي  | 19     | 14      | —               | —               | 2      | 0       | 6      | 1       | 1      | 0       | 28      | 15      |
| إنتر ميلان | 1999–2000 | الدوري الإيطالي  | 7      | 3       | —               | —               | 1      | 0       | —      | —       | —      | —       | 8       | 3       |
| إنتر ميلان | 2000–01   | الدوري الإيطالي  | —      | —       | —               | —               | —      | —       | —      | —       | —      | —       | —       | —       |
| إنتر ميلان | 2001–02   | الدوري الإيطالي  | 10     | 7       | —               | —               | 1      | 0       | 5      | 0       | —      | —       | 16      | 7       |
| إنتر ميلان | المجموع   | المجموع          | 68     | 49      | —               | —               | 8      | 3       | 22     | 7       | 1      | 0       | 99      | 59      |
| ريال مدريد | 2002–03   | الدوري الإسباني  | 31     | 23      | —               | —               | 1      | 0       | 11     | 6       | 1      | 1       | 44      | 30      |
| ريال مدريد | 2003–04   | الدوري الإسباني  | 32     | 24      | —               | —               | 5      | 2       | 9      | 4       | 2      | 1       | 48      | 31      |
| ريال مدريد | 2004–05   | الدوري الإسباني  | 34     | 21      | —               | —               | 1      | 0       | 10     | 3       | —      | —       | 45      | 24      |
| ريال مدريد | 2005–06   | الدوري الإسباني  | 23     | 14      | —               | —               | 2      | 1       | 2      | 0       | —      | —       | 27      | 15      |
| ريال مدريد | 2006–07   | الدوري الإسباني  | 7      | 1       | —               | —               | 2      | 1       | 4      | 2       | —      | —       | 13      | 4       |
| ريال مدريد | المجموع   | المجموع          | 127    | 83      | —               | —               | 11     | 4       | 36     | 15      | 3      | 2       | 177     | 104     |
| ميلان      | 2006–07   | الدوري الإيطالي  | 14     | 7       | —               | —               | —      | —       | —      | —       | —      | —       | 14      | 7       |
| ميلان      | 2007–08   | الدوري الإيطالي  | 6      | 2       | —               | —               | —      | —       | —      | —       | —      | —       | 6       | 2       |
| ميلان      | المجموع   | المجموع          | 20     | 9       | —               | —               | —      | —       | —      | —       | —      | —       | 20      | 9       |
| كورينثيانز | 2009      | الدوري البرازيلي | 20     | 12      | 10              | 8               | 8      | 3       | —      | —       | —      | —       | 38      | 23      |
| كورينثيانز | 2010      | الدوري البرازيلي | 11     | 6       | 9               | 3               | —      | —       | 7      | 3       | —      | —       | 27      | 12      |
| كورينثيانز | 2011      | الدوري البرازيلي | —      | —       | 2               | 0               | —      | —       | 2      | 0       | —      | —       | 4       | 0       |
| كورينثيانز | المجموع   | المجموع          | 31     | 18      | 21              | 11              | 8      | 3       | 9      | 3       | 0      | 0       | 69      | 35      |
| الإجمالي   | الإجمالي  | الإجمالي         | 343    | 247     | 41              | 33              | 35     | 19      | 93     | 49      | 6      | 4       | 518     | 352     |

الملاحظات

### المنتخب

#### الأهداف الدولية
| البرازيل | البرازيل  | البرازيل |
| العام    | المباريات | الأهداف  |
| -------- | --------- | -------- |
| 1994     | 4         | 1        |
| 1995     | 6         | 3        |
| 1996     | 4         | 5        |
| 1997     | 20        | 15       |
| 1998     | 10        | 5        |
| 1999     | 10        | 7        |
| 2000     | –         | –        |
| 2001     | –         | –        |
| 2002     | 12        | 11       |
| 2003     | 8         | 3        |
| 2004     | 11        | 6        |
| 2005     | 5         | 1        |
| 2006     | 7         | 5        |
| 2007     | –         | –        |
| 2008     | –         | –        |
| 2009     | –         | –        |
| 2010     | –         | –        |
| 2011     | 1         | 0        |
| المجموع  | 98        | 62       |

## الإنجازات

### النادي
كروزيرو
- بطولة مينيرو (1): 1994
- كأس البرازيل (1): 1993

 آيندهوفن
- كأس هولندا (1): 1995–96
- كأس السوبر الهولندي: 1996

 برشلونة
- كأس ملك إسبانيا (1): 1996–97
- كأس الكؤوس الأوروبية (1): 1996–97
- كأس السوبر الإسباني (1): 1996

 إنتر ميلان
- كأس الاتحاد الأوروبي (1): 1997–98

 ريال مدريد
- الدوري الإسباني (2): 2002–03، 2006–07
- كأس الإنتركونتيننتال (1): 2002
- كأس السوبر الإسباني (1): 2003

 كورينثيانز
- بطولة باوليستا (1): 2009
- كأس البرازيل (1): 2009

### المنتخب
البرازيل
- كأس العالم (2): 1994، 2002
- كأس العالم: الوصيف (المركز الثاني) 1998
- كوبا أمريكا (2): 1997، 1999
- كوبا أمريكا: الوصيف (المركز الثاني) 1995
- كأس القارات (1): 1997
- الألعاب الأولمبية الصيفية: الميدالية البرونزية (المركز الثالث) 1996

### الفردية
- أفضل لاعب في العالم حسب (تصنيف الفيفا) ثلاثة مرات في أعوام 1996 (أصغر لاعب)، 1997 و2002.
- أفضل لاعب في أوروبا (الكرة الذهبية) في عامي 1997 و 2002.
- أفضل لاعب في العالم حسب مجلة world soccer في أعوام 1996(أصغر لاعب)، 1997 و 2002
- أفضل لاعب في العالم حسب مجلة Onze d'Or عامي 1997 و 2002
- ثاني أفضل هداف في تاريخ كأس العالم (15 هدف من 19 مباراة) بعد تفوقه على الألماني جرد مولر
- هداف كأس العالم لكرة القدم 2002 برصيد 8 أهداف.
- أفضل هدّاف في العالم حسب تصنيف الاتحاد العالمي لتاريخ وإحصاءات كرة القدم (IFFHS) عام 1997
- جائزة الاتحاد الأوروبي للأندية كأفضل لاعب موسم 1997–1998
- أفضل هدّاف في أوروبا (الحذاء الذهبي) عام 1996
- أفضل هدّاف في الدوري الأسباني موسمي 1996–1997
- أفضل هدّاف في الدوري الهولندي موسم 1994–1995
- أفضل لاعب في المسابقة القاريّة للاندية عام 2002
- شخصية ال بي بي سي الرياضية لعام 2002
- جائزة لوريوس الرياضية لعام 2003 لعودته إلى المستوى العالمي بعد الإصابة
- جائزة بطل الأبطال في الدوري الإيطالي عن الأعوام العشرة الماضية وذلك عام 2008
- أفضل لاعب في الدوري البرازيلي عام 2009
- أفضل هداف في الدوري البرازيلي لعام 2009 حيث احرز 9 أهداف في 10 مباريات
- جائزة لوريوس الرياضية لعام 2009 لعودته إلى المستوى العالمي بعد الإصابة
- ثاني هداف الدوري الأسباني برصيد 23 هدف 2002–2003
- 1997 وثاني هداف الدوري الأيطالي برصيد 25 هدف
- ثاني أفضل لاعب في العالم مرة واحدة – 1998
- ثالث أفضل لاعب في العالم مرة واحدة – 2003
- الحذاء الفضي (ثاني أفضل هداف في أوروبا) مرتيين – 1997 و 2002
- حين فاز بلقب كأس الأمم الاميركية الجنوبية للناشئين تحت17 1991
- أفضل لاعب وهداف بطولة أمريكا الجنوبية تحت 17 سنة 1991

## وصلات خارجية
- رونالدو على موقع IMDb (الإنجليزية)
- رونالدو على موقع الموسوعة البريطانية (الإنجليزية)
- رونالدو على موقع إن إن دي بي (الإنجليزية)
- رونالدو على موقع قاعدة بيانات الفيلم (الإنجليزية)

- رونالدو على موقع الاتحاد الدولي (مؤرشف)  (الإنجليزية)
- رونالدو على موقع الاتحاد الأوربي (الإنجليزية)
- رونالدو على موقع قاعدة بيانات كرة القدم.إي يو (الإنجليزية)
- رونالدو على موقع بيانات كرة القدم. دي إي (الألمانية)
- رونالدو على موقع ليكيب (الفرنسية)
- رونالدو على موقع ناشيونال فوتبول تيمز (الإنجليزية)
- رونالدو على موقع عالم كرة القدم.نت (الإنجليزية)
- رونالدو على موقع أوليمبيديا (الإنجليزية)
- رونالدو على موقع اللجنة الأولمبية البرازيلية (البرتغالية)

| سبقه دافور شوكر | هداف كأس العالم 2002 | تبعه ميروسلاف كلوزه |